# رایس هیل (اورگن)
رایس هیل (به انگلیسی: Rice Hill) یک منطقهٔ مسکونی در ایالات متحده آمریکا است که در شهرستان داگلاس، اورگن واقع شده‌است. رایس هیل ۱۳۸٫۹۹ متر بالاتر از سطح دریا واقع شده‌است.